# Hammerschmiede (Lichtenau)
Hammerschmiede (fränkisch: Hamma-schmidn) ist ein Gemeindeteil des Marktes Lichtenau im Landkreis Ansbach (Mittelfranken, Bayern). Hammerschmiede liegt in der Gemarkung Fischbach.

## Geografie
Die Einöde liegt am Zandtbach und an der Kreisstraße AN 14, die nach Rückersdorf (0,5 km südwestlich) bzw. zur Staatsstraße 2223 bei Schlauersbach führt (0,5 km nordöstlich).

## Geschichte
Die Hammerschmiede wurde im 19. Jahrhundert auf dem Gemeindegebiet von Schlauersbach errichtet. Erstmals schriftlich genannt wurde sie 1867. Nach 1900 wurde der Ort nach Fischbach umgemeindet. Am 1. April 1971 wurde diese im Zuge der Gebietsreform in Bayern in den Markt Lichtenau eingegliedert.

### Ehemaliges Baudenkmal
- Ehemalige Hammerschmiede: Eingeschossiger Massivbau des ausgehenden 18. Jahrhunderts mit zweigeschossigem Giebel, Kämpfern und Voluten an den Geschossabsätzen sowie ornamentierter Giebelbekrönung; geohrtes Portal mit gerader Verdachung[10]

### Einwohnerentwicklung
| Jahr      | 001861 | 001871 | 001885 | 001900 | 001925 | 001950 | 001961 | 001970 | 001987 |
| Einwohner | 7      | 4      | 7      | 6      | 6      | 6      | 5      | 6      | 5      |
| Häuser    |        |        | 1      | 1      | 1      | 1      | 1      |        | 1      |
| Quelle    | [ 12 ] | [ 13 ] | [ 14 ] | [ 15 ] | [ 16 ] | [ 17 ] | [ 18 ] | [ 19 ] | [ 1 ]  |

## Religion
Der Ort ist evangelisch-lutherisch geprägt und nach St. Georg (Immeldorf) gepfarrt. Die Einwohner römisch-katholischer Konfession sind nach St. Johannes (Lichtenau) gepfarrt.